# Gymnastique rythmique aux Jeux olympiques d'été de 1988
Navigation
Los Angeles 1984 Barcelone 1992

## Épreuve individuelle
| Médaille                            | Nom                  | Pays             | Points |
| ----------------------------------- | -------------------- | ---------------- | ------ |
| Médaille d'or, Jeux olympiques      | Marina Lobatch       | Union soviétique | 60.000 |
| Médaille d'argent, Jeux olympiques  | Adriana Dunavska     | Bulgarie         | 59.950 |
| Médaille de bronze, Jeux olympiques | Alexandra Timochenko | Union soviétique | 59.875 |